# Arturo De Varda
Arturo De Varda, auch Arturo Devarda (* 14. August 1859 in Mezzolombardo; † 3. Oktober 1944 in Erba, Lombardei) war ein italienisch-österreichischer Chemiker, der in Österreich-Ungarn und nach 1918 in Italien tätig war. Seine Arbeitsgebiete waren insbesondere die Agrikulturchemie und Lebensmittelchemie.
De Varda beschäftigte sich ausführlich mit der Analytik von Düngemitteln. Er beschrieb als erster die nach ihm benannte Devardasche Legierung aus 50 % Kupfer, 5 % Zink und 45 % Aluminium. Sie wird bis heute in der Analytik eingesetzt, insbesondere zur Bestimmung von Nitrit- und Nitratstickstoff.

## Biographie
De Varda entstammte aus einer liberalen Familie. Sein Vater Elia, war einer der Anführer der Revolutionäre, die während der Revolution 1848 die österreichische Garnison aus Trient vertrieb. Nach der Niederschlagung des Aufstandes wurde sein Vater verhaftet und in das Gefängnis von Innsbruck gesteckt. Er kam nach einer Generalamnestie 1849 frei, allerdings wurde der Nachname von den österreichischen Behörden aus Trotz in Devarda verändert. Erst nach dem Ersten Weltkrieg und dem Anschluss des Trentinos an das Königreich Italien konnte die alte Schreibweise wieder offiziell angenommen werden.
Trotz des politischen Aktivismus seines Vaters, hielt sich Arturo De Varda von der Politik zeitlebens fern. Nach dem Besuch der Mittelschule in Rovereto schrieb er sich an der Universität Innsbruck ein, um Chemie zu studieren, wechselte aber bald an das k.k. Polytechnische Institut in Wien. 1883 schloss er sein Studium im Fach Chemieingenieurwesen erfolgreich ab. Noch im gleichen Jahr nahm er eine Tätigkeit im chemischen Labor der Universität Innsbruck auf. Im folgenden Jahr war er als Aushilfskraft an der k.k. Landwirtschaft-chemischen Versuchsstation in Wien beschäftigt.
1885 ging er nach dem Okkupationsfeldzug Österreich-Ungarns im Regierungsauftrag nach Bosnien, um beim Aufbau der chemischen Labors zur Analyse der in bosnischen Mangan- und Chrombergwerken gewonnenen Mineralien zu helfen. Im April 1886 wurde er bei der k.k. Landwirtschaft-chemischen Versuchsstation als Assistent fest angestellt.
1888 veröffentlichte er in der oesterreichisch-ungarischen Zeitschrift für Zuckerindustrie und Landwirtschaft zwei Beiträge über die Bestimmung des organischen und anorganischen gebundenen Stickstoffes in Düngemitteln und der chemischen Reaktion von Superphosphaten auf Nitrate. Mit der Analyse von Stickstoffverbindungen in Düngemitteln beschäftigte er sich in den nächsten zehn Jahren. Für seine Arbeit setzte er auf die nach Johan Kjeldahl benannte und damals noch umstrittene Kjeldahlsche Stickstoffbestimmung sowie auf die Modifikation der Kjeldahlschen Methode nach Jodlbauer. Allerdings sah er, dass bei hohen Nitratwerten die Kjeldahlschen Methode auch mit Hilfe der Modifikation durch Jodlbauer nur ungenaue Ergebnisse lieferte. 1892 veröffentlichte er seine Methode zur Nitratbestimmung, bei der er eine Legierung aus Aluminium, Kupfer und Zink einsetze und die nach ihm als Devardasche Legierung benannt, aber nicht patentiert wurde.
1895 wurde De Varda nach an die k.k. Landwirtschaft-chemische Versuchsstation nach Görz geschickt, um den dort abwesenden Direktor zu ersetzen. 1897 unternahm er im Auftrag des k.k. Ackerbauministeriums eine Studienreise nach Schweden, Dänemark und Deutschland, um in diesen Ländern die bedeutendsten Agrarschulen und Betriebe der Agrarindustrie zu besuchen. 1899 wurde er zum stellvertretenden Direktor des Versuchsstation in Görz ernannt. Im gleichen Jahr heiratete er die Ungarin Maria Straka, mit der er zwei Kinder hatte.
In Görz beschäftigte er sich mit der Schwefelung der hier heimischen Pflaumenproduktion, insbesondere mit der Bestimmung von Grenzwerten. Er veröffentlichte seine Ergebnisse in deutscher Sprache und trug damit zur Aufhebung der in Deutschland bestehenden Importverbote der geschwefelten Görzer Pflaumen bei, wofür er vom k.k. Ackerbauminister explizit gelobt wurde. 1907 kehrte er mit seiner Familie nach Wien zurück und zwei Jahre später wurde er zum Oberinspekteur der Wiener Versuchsstation ernannt. 1912 erhielt er die von ihm angestrebte Ernennung zum Direktor der k.k. Landwirtschaft-chemischen Versuchsstation in Görz, die allerdings nach wenigen Tagen aus politischen Gründen wieder rückgängig gemacht wurde. Im Jahr darauf wurde De Varda zum Regierungsberater ernannt. Nach seiner Rückkehr nach Wien beschäftigte er sich mit der Kontrolle bei der Produktion von Milch und Milchprodukten, so dass die Stadt Wien in diesem Bereich eine führende Rolle einnahm. Zudem arbeitete er am Codex Alimentarius Austriacus mit und analysierte die Leistung des von Franz von Soxhlet entwickelten Soxhlet-Apparats.
Nach dem Ende des Ersten Weltkrieges entschied er sich nach Italien überzusiedeln und kehrte im Februar 1919 nach Görz, nun Gorizia, zurück. In Gorizia half er beim Wiederaufbau der im Krieg schwer in Mitleidenschaft gezogenen Landwirtschaft-chemischen Versuchsstation. In der Folge beschäftigte er sich mit Fragen des Weinbaus in Friaul-Julisch Venetien. Mit seiner wissenschaftlichen Arbeitsweise trug er wesentlich zur qualitativen Aufwertung der Weinproduktion in der Region bei. Er veröffentlichte seine Ergebnisse 1932 unter dem Titel La viti-vinicoltura nella Venezia Giulia.
Nach seiner Pensionierung 1934 kehrte De Varda ins Trentino zurück. Während des Zweiten Weltkrieges wurde er zunächst von Trient nach Mezzolombardo evakuiert und später nach Erba zu seinem Sohn Giuseppe. Dort verstarb er am 3. Oktober 1944.

## Publikationen (Auswahl)
- Die Bestimmung des Stickstoffes in Düngemitteln. In: Oesterreichisch-ungarische Zeitschrift für Zuckerindustrie und Landwirtschaft 17 (1888) Nr. 5, S. 289.
- Über die Prüfung der Labpräparate und die Gerinnung der Milch durch Käselab. Merseburg 1896.
- Die Prüfung des Käses auf ein eventuellen Gehalt an fremden Fetten (Kunstkäse), die Wasser- und Fettbestimmung im Käse. Fresenius Zeitschrift für analytische Chemie, 36 (1897), S. 751–66.
- Die Görzer Prünellenindustrie mit besonderer Rücksichtnahme auf das “Schwefeln” des Obstes. Fromme, Wien 1906.